# Cyperus involucratus
Cyperus involucratus é uma espécie de planta com flor pertencente à família Cyperaceae. 
A autoridade científica da espécie é Rottb., tendo sido publicada em Descriptiones Plantarum Rariorum 22. 1772.

## Portugal
Trata-se de uma espécie presente no território português, nomeadamente em Portugal Continental, no Arquipélago dos Açores e no Arquipélago da Madeira.
Em termos de naturalidade é introduzida nas três regiões atrás referidas.

## Protecção
Não se encontra protegida por legislação portuguesa ou da Comunidade Europeia.